# Ceramica laconica

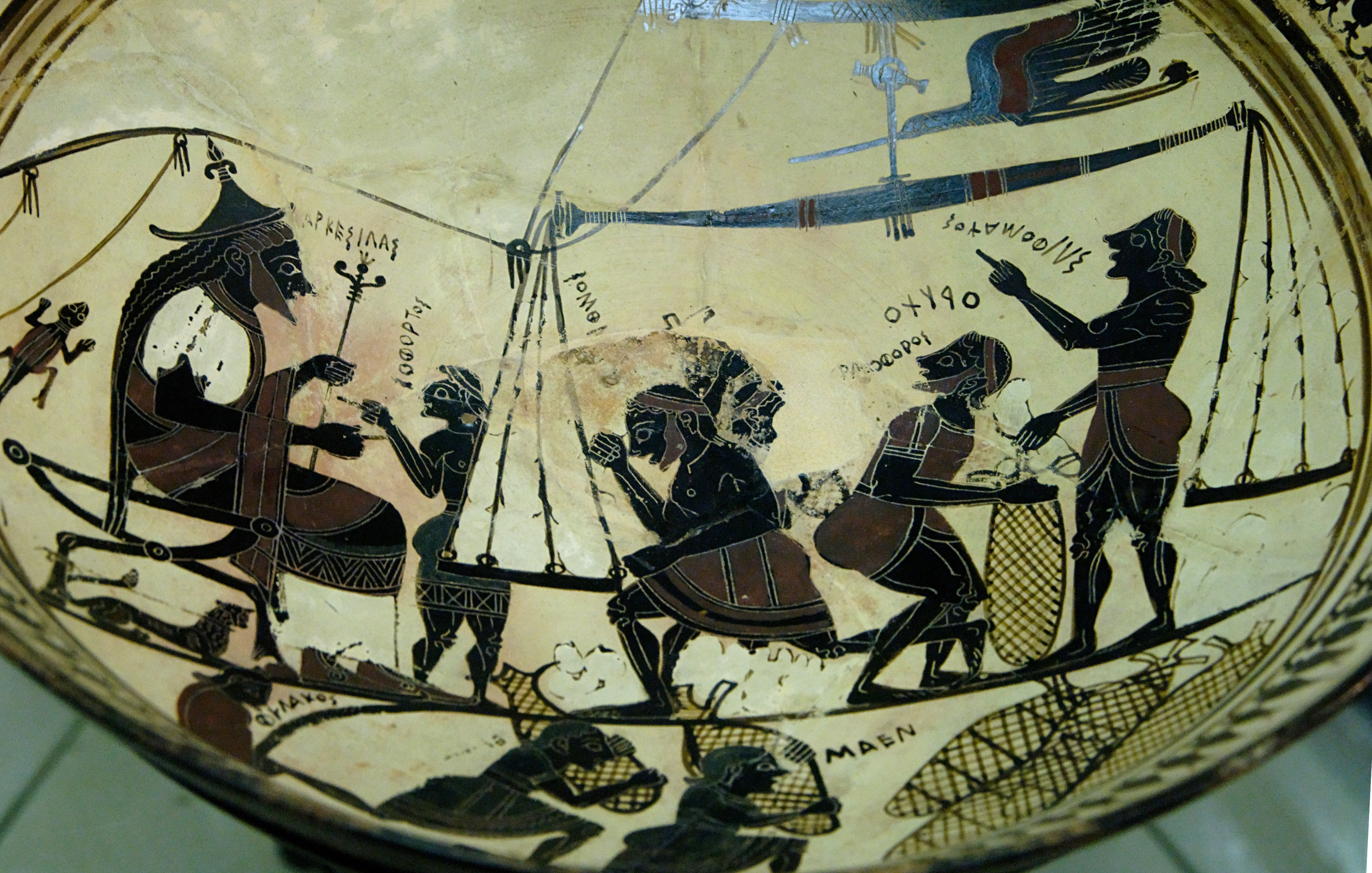
Pittore di Arkesilas, coppa a figure nere, 560 a.C. circa, Parigi, Biblioteca nazionale, Cabinet des médailles 189.

La ceramica laconica descrive una classe della ceramica greca prodotta nella regione della Laconia a partire dal X secolo a.C.
Dopo i periodi protogeometrico e geometrico gli artigiani laconici si rivelarono poco ricettivi alle influenze orientali, dirette o indirette. La migliore ceramica laconica, il cui apice si pone nel secondo quarto del VI secolo a.C., venne prodotta dopo l'introduzione verso il 620 a.C. della tecnica a figure nere, che i ceramografi laconici seppero interpretare e adattare alle proprie predisposizioni e tramite la quale furono capaci di competere con la ceramica ateniese sui mercati orientali e occidentali.
La terracotta laconica ha un colore che varia dal rosa al marrone chiaro; l'ingubbiatura, quando presente, è color crema e la pittura è di un seppia profondo che si avvicina al nero intorno alla metà del VI secolo a.C. per imitazione di quella attica. I forti contrasti tra i colori rendono questi vasi particolarmente vivaci benché eseguiti con la tecnica a figure nere.

## Laconico di transizione e laconico I
Dopo un periodo chiamato “di transizione” (690-650 a.C. circa) iniziò ad emergere un'autonoma scuola locale (laconico I, 650-620 a.C. circa) che si distinse, nei vasi di maggior pregio, per una decorazione caratteristica formata da una fascia a quadri alternati tra due fasce a punti, che circondava la bocca del vaso. Erano rare le figure, umane o animali, e scarsa era l'ornamentazione di riempimento. Questi decenni videro la compresenza di una pittura sperimentale applicata ai grandi vasi e di una scuola pittorica tecnicamente eccellente ma di tipo conservativo che si limitava ai vasi piccoli, dove applicava schemi lineari e astratti, accettando il fregio animale solo alla fine del periodo.

## Prime figure nere (laconico II, 620-580 a.C. circa)
La grande diffusione e il grande successo della ceramica corinzia comportò l'introduzione della tecnica a figure nere ad Atene come in Laconia, dove si sviluppò uno stile autonomo a partire dall'inizio del VI secolo a.C.
La decorazione era caratterizzata da figure nere con dettagli incisi e ritocchi color porpora; frequenti erano le modanature e la decorazione a rilievo. Iniziò in questo periodo una modesta esportazione e la forma più comune e diffusa era la coppa. Le figure umane continuarono ad essere rare e per lo più limitate ai gorgoneia all'interno delle coppe, disegnati principalmente a linea di contorno. Nei fregi animali, contrariamente all'uso corinzio, si preferivano le file di una stessa specie con pochissima ornamentazione di riempimento. Tra i migliori esemplari di questa ceramica vi sono le coppe conservate al Museo archeologico nazionale di Taranto (Pittore dei pesci di Taranto, n. inv. 4804-06) decorate internamente con un girotondo di pesci attorno ad una rosetta centrale riservata all'interno di un cerchio scuro. All'esterno si trovano tipici uccelli a silhouette con il porpora aggiunto sulle code abbassate. La maggior parte dei vasi del laconico II tuttavia era più semplicemente decorata con fasce geometriche e colorate e con sobrio ornamento vegetale, sempre tendente in questa regione alla stilizzazione. La fila di quadrati tra due file di punti rimase comune per la zona intorno al labbro, ma il motivo decorativo che caratterizzò il laconico a partire dal VII secolo a.C. fu la fila di melagrane a volte intrecciate e alternate ai fiori di loto.

## Laconico III e IV, 580-500 a.C. circa

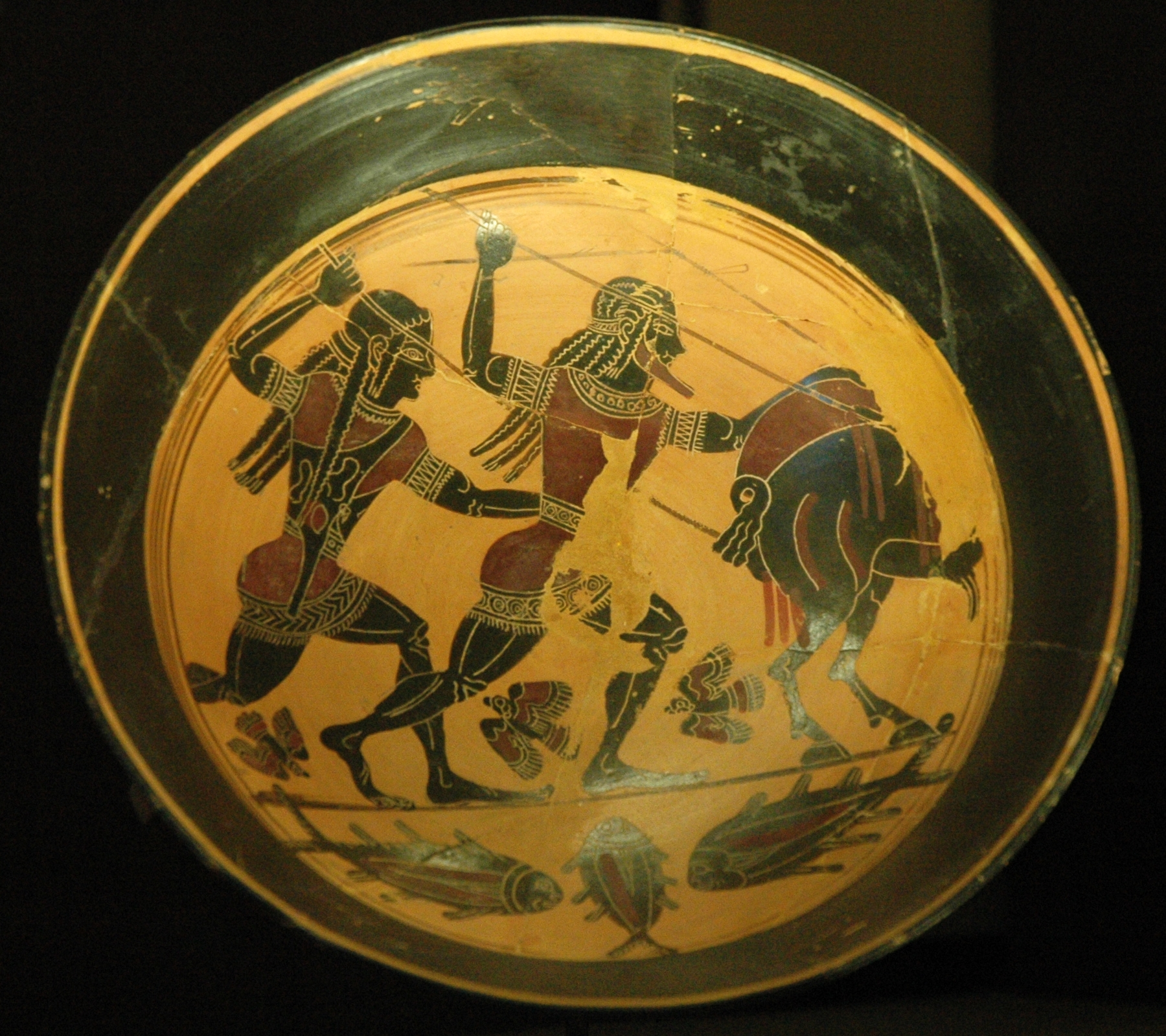
Pittore della caccia, coppa laconica a figure nere, 555 a.C. circa, Museo del Louvre E670.

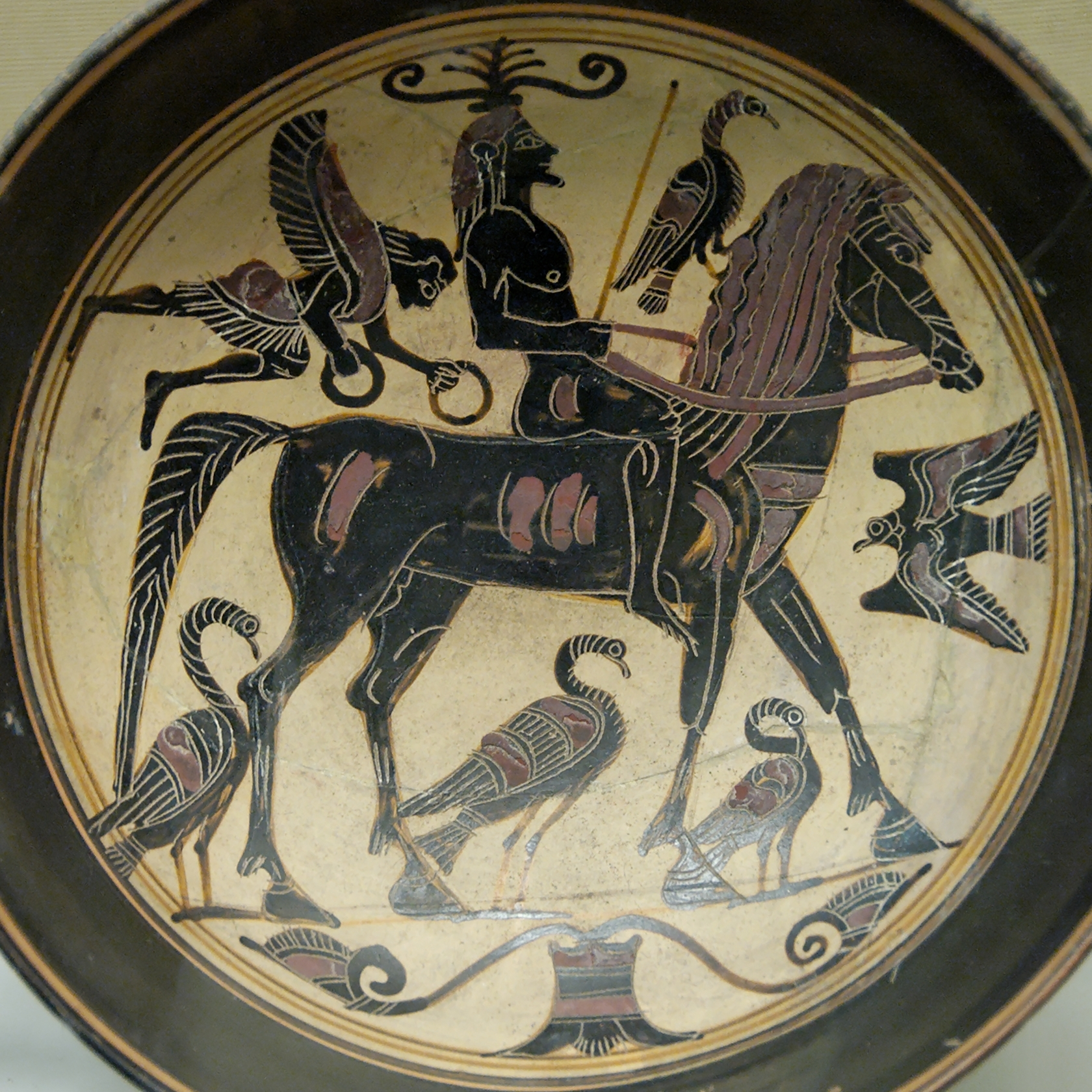
Pittore dei cavalieri, coppa a figure nere, tra il 550 e il 530 a.C., Londra, British Museum 1842,0407.7.

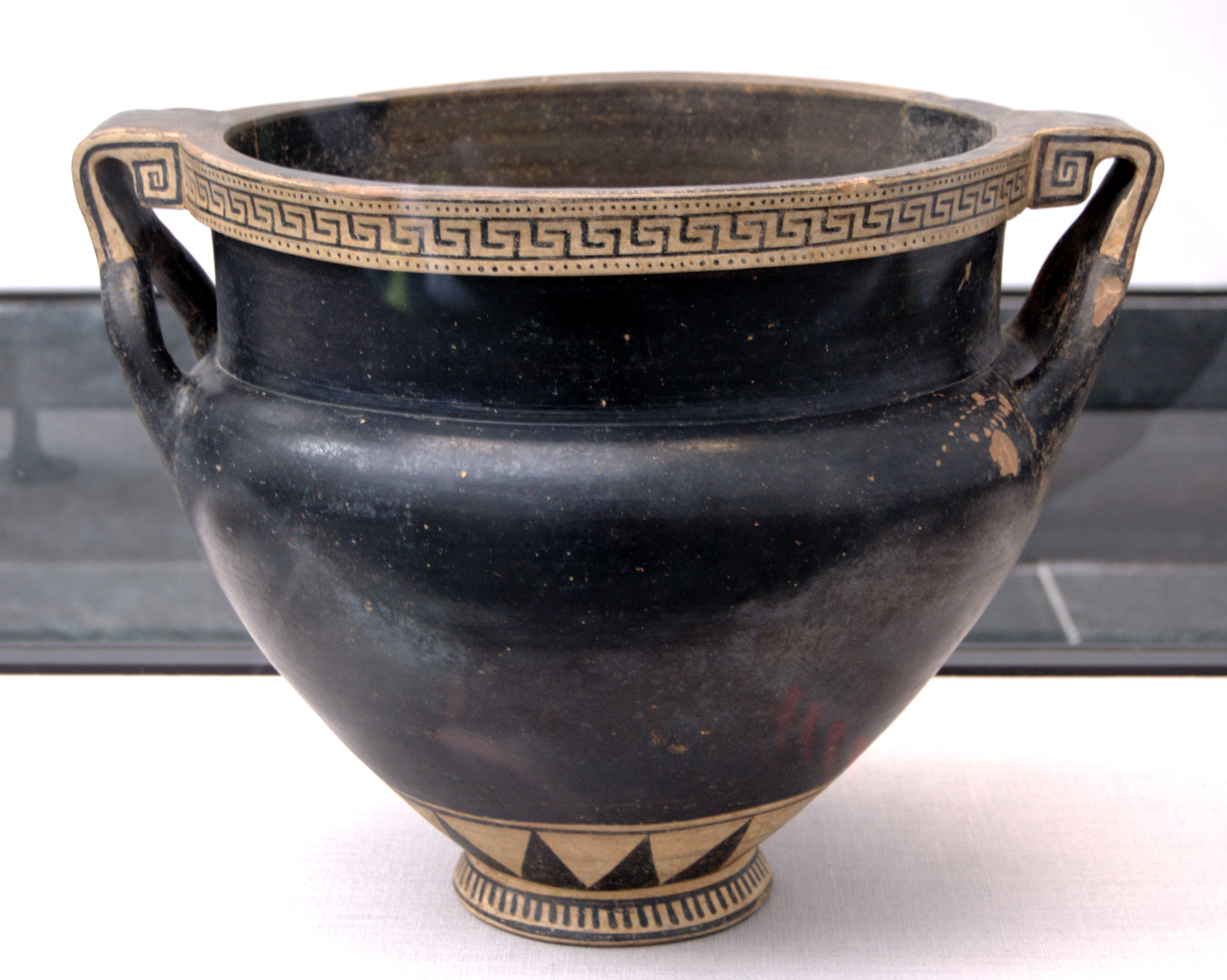
Cratere laconico a vernice nera.

È questo il periodo in cui, forse per un vuoto di mercato lasciato da Corinto e Atene in una fase di passaggio per entrambi i centri produttivi, la ceramica laconica riuscì ad inserirsi con una produzione che resta per questa regione quella maggiormente conosciuta e all'interno della quale sono state individuate singole personalità. L'importazione di opere corinzie è stato un fattore essenziale per il nuovo corso della ceramica laconica, la quale tuttavia riuscì a competere rimanendo indipendente e lontana da imitazioni non veramente comprese, sviluppando uno stile proprio, sobrio e vivace allo stesso tempo.
La coppa laconica era la forma principale e quella più popolare sul mercato. La ciotola era divenuta meno profonda, lo stelo si era allungato e terminava in alto in una modanatura tonda. La ricchezza della decorazione era paragonabile alle contemporanee coppe di Siana attiche. Il labbro, divenuto più evidente, era frequentemente coperto da una rete di melagrane che presero il posto dei precedenti riquadri. Il fregio all'altezza delle anse presentava, tra le palmette orizzontali derivate da modelli metallici, una banda ornamentale vegetale entro la quale il fiore di loto mostrava una stilizzazione tipicamente laconica. Il color porpora continuava ad essere liberamente aggiunto per aumentare il contrasto con la vernice scura e l'ingubbiatura gialla. Lo stelo e il piede erano scuri, con l'eccezione della modanatura in alto e del profilo del piede, riservati e privi di ingubbiatura.
Nella coppa laconica la parte che ne rivelava maggiormente lo stile nativo era la parete interna della ciotola con lo spazio interamente decorato; anche a Corinto si sfruttava tutto lo spazio, ma separato in zone concentriche. I pittori laconici dipingevano l'interno delle ciotole come dipingessero in grande scala, in piena opposizione rispetto ai tondi delle coppe ateniesi (almeno finché, alla metà del secolo, l'influenza di queste ultime non introdusse anche a Sparta il tondo piccolo). La scena principale veniva posizionata sopra una linea di base orizzontale; la soluzione più frequentemente adottata per la decorazione dell'esergo, oltre ad altri curiosi esperimenti compositivi (si veda ad esempio la kylix del Museo archeologico di Rodi 10711, con la linea di esergo che divide il campo in due parti uguali), consisteva nel riempire la zona con un fiore di loto o con animali, spesso pesci o uccelli.
A fianco di queste coppe elaborate ne venivano prodotte altre, più piccole e più semplici, nelle quali il labbro e la ciotola erano poco differenziati, lo stelo non aveva modanature e gli esemplari più economici erano decorati internamente solo con un piccolo medaglione.
Le prime personalità individuate all'interno di questa classe di ceramiche hanno iniziato a lavorare intorno al 580 a.C. e sono chiamate Pittore dei Boreadi e Pittore di Naukratis. Il primo era il maestro che aveva stabilito il nuovo sistema di decorazione delle coppe con il proprio stile accurato e sobrio nei dettagli incisi; le sue coppe sono state trovate a Samo, Olimpia e Naucrati ma non a Sparta. Il secondo, meno austero, influenzerà gli autori a lui successivi. Il Pittore di Arkesilas deve il proprio nome alla coppa conservata al Cabinet des médailles di Parigi (De Ridder 189) che presenta all'interno una scena vivace realizzata in modo da includere nella narrazione anche l'esergo. Il Pittore della caccia è conosciuto per i caratteristici tondi a oblò con le figure tagliate fuori dalla scena; fu il più dotato degli allievi del Pittore di Arkesilas, miglior disegnatore rispetto a quest'ultimo e capace di dare alla pittura laconica un grado maggiore di realismo.
I soggetti erano tratti dal mito come dalla vita quotidiana. Alcuni temi sono unici, come i miti di Prometeo e Atlante (Pittore di Arkesilas, coppa a figure nere, 550 a.C. al Museo gregoriano etrusco 16592), la costruzione di un tempio, i soldati che riportano a casa i propri morti (Pittore della caccia, coppa a figure nere, 550-540 a.C. circa, Musei statali di Berlino 3404). Scarsissimo era l'uso del bianco fra i pittori laconici, che non usavano neppure differenziare attraverso il colore il genere delle figure, o usavano semplicemente la linea di contorno per le carni femminili. La decorazione a figure umane veniva eseguita oltre che sulle coppe, sulle hydriai, sui crateri a volute e sui dinoi. In diversi casi è possibile notare la derivazione di forme e decorazioni ceramiche da originali in metallo. Nei vasi grandi la decorazione si svolgeva generalmente in strette bande dall'imboccatura al piede e tendeva a sottolineare la forma del vaso. Generalmente vasaio e pittore erano una stessa persona; gli autori che lavoravano nella tecnica a figure nere producevano anche, in misura più elevata, vasi interamente dipinti in nero o con semplici decorazioni geometriche, ad esempio sulla riservata parete esterna del labbro nei crateri a colonnette, molto apprezzati per la qualità della forma.
La produzione degli artisti individuati era finalizzata soprattutto all'esportazione sul mercato estero, mentre il mercato locale era fornito di prodotti ceramici di minore o diversa qualità, come già era accaduto per la produzione policroma della ceramica protocorinzia. Intorno al 550 a.C. la competizione con la ceramica attica divenne ingestibile e il commercio della ceramica laconica diminuì drasticamente. La nuova chiusura e la prevalente produzione per il commercio locale diviene evidente già nelle ultime opere del Pittore della caccia e in quelle dei suoi seguaci. La produzione propriamente laconica non andrà oltre il VI secolo a.C.